# Португалија на Светском првенству у атлетици на отвореном 2019.
Португалија је на 17. Светском првенству у атлетици на отвореном 2019. одржаном у Дохи од 27. септембра до 6. октобра учествовала седамнаести пут, односно учествовала је на свим првенствима до данас. Репрезентацију Португалије представљало је 15 такмичара (4 мушкарца и 11 жена) који су се такмичили у 10 дисциплина (3 мушке и 7 женских).,
На овом првенству Португалија је по броју освојених медаља делила 27. место са 1 освојеном медаљом (сребрна). У табели успешности према броју и пласману такмичара који су учествовали у финалним такмичењима (првих 8 такмичара) Португалија је са 3 учесника у финалу заузела 31 место са 13 бодова.
| Плас. | Земља       | 1. место | 2. место | 3. место | 4. место | 5. место | 6. место | 7. место | 8. место | Бр. финал. | Бод. |
| ----- | ----------- | -------- | -------- | -------- | -------- | -------- | -------- | -------- | -------- | ---------- | ---- |
| 31.   | Португалија | 0        | 1        | 0        | 1        | 0        | 1        | 0        | 1        | 3          | 13   |

## Учесници
| Мушкарци: - Жоао Вијеира — ходање 50 км - Педро Пабло Пичардо — Троскок - Нелсон Евора — Троскок - Франциско Бело — Бацање кугле | Жене: - Лорен Доркас Базоло — 100 м - Катиа Азеведо — 400 м - Карла Саломе Роша — Маратон - Ана Кабесиња — ходање 20 км - Мара Рибеиро — ходање 50 км - Инес Енрикес — ходање 50 км - Патрисија Мамона — Троскок - Сузана Коста — Троскок - Евелисе Веига — Троскок - Ирина Родригес — Бацање диска - Лилиана Ца — Бацање диска |  |

## Освајачи медаља (1)

### сребро (1)
- Жоао Вијеира — 50 км ходање

## Резултати

### Мушкарци
| Атлетичар           | Дисциплина   | Лични рекорд | Квалификације | Квалификације | Полуфинале            | Полуфинале   | Финале    | Финале | Детаљи |
| Атлетичар           | Дисциплина   | Лични рекорд | Резултат      | Место         | Резултат              | Место        | Резултат  | Место  | Детаљи |
| ------------------- | ------------ | ------------ | ------------- | ------------- | --------------------- | ------------ | --------- | ------ | ------ |
| Жоао Вијеира        | 50 км ходање | 3:45:17 НР   |               |               |                       |              | 4:04:59   |        |        |
| Педро Пабло Пичардо | Троскок      | 18,08        | 17,38 КВ      | 1. у гр. А    |                       |              | 17,62 ЛРС | 4 / 33 |        |
| Нелсон Евора        | Троскок      | 17,74        | 16,80         | 9. у гр. Б    | Нису се квалификовали | 15 / 33      |           |        |        |
| Франциско Бело      | Бацање кугле | 20,97        | 19,52         | 17. у гр. Б   | Нису се квалификовали | 32 / 34 (35) |           |        |        |

### Жене
| Атлетичарка         | Дисциплина   | Лични рекорд | Квалификације      | Квалификације      | Полуфинале            | Полуфинале            | Финале                | Финале       | Детаљи |
| Атлетичарка         | Дисциплина   | Лични рекорд | Резултат           | Место              | Резултат              | Место                 | Резултат              | Место        | Детаљи |
| ------------------- | ------------ | ------------ | ------------------ | ------------------ | --------------------- | --------------------- | --------------------- | ------------ | ------ |
| Лорен Доркас Базоло | 100 м        | 11,21 НР     | 11,51              | 7. у гр. 4         | Нису се квалификовале | Нису се квалификовале | Нису се квалификовале | 38 / 47      |        |
| Катиа Азеведо       | 400 м        | 51,62 НР     | 52,79              | 5. у гр. 1         | Нису се квалификовале | Нису се квалификовале | Нису се квалификовале | 40 / 47 (48) |        |
| Карла Саломе Роша   | Маратон      | 2:24:47      |                    |                    |                       |                       | 2:58:19               | 28 / 40 (70) |        |
| Ана Кабесиња        | 20 км ходање | 1:27:46 НР   | 1:36:31            | 9 / 39 (45)        |                       |                       |                       |              |        |
| Инес Енрикез        | 50 км ходање | 4:05:56 НР   | Није завршила трку | Није завршила трку |                       |                       |                       |              |        |
| Мара Рибеиро        | 50 км ходање | 4:27:14      | 4:58:44            | 15 / 17 (61)       |                       |                       |                       |              |        |
| Патрисија Мамона    | Троскок      | 14,65 НР     | 14,21 кв           | 6. у гр. А         |                       |                       | 14,12                 | 9 / 26 (28)  |        |
| Евелисе Веига       | Троскок      | 14,32        | 13,89              | 8. у гр. А         | Нису се квалификовале | 18 / 26 (28)          |                       |              |        |
| Сузана Коста        | Троскок      | 14,43д       | 13,77              | 12. у гр. Б        | Нису се квалификовале | 20 / 26 (28)          |                       |              |        |
| Ирина Родригес      | Бацање диска | 63,96        | 56,21              | 13. у гр. Б        | Нису се квалификовале | 23 / 29 (30)          |                       |              |        |
| Лилиана Ца          | Бацање диска | 61,02        | 54,31              | 12. у гр. А        | Нису се квалификовале | 26 / 29 (30)          |                       |              |        |